# Itame
Itame is een geslacht van vlinders van de familie van de spanners (Geometridae) en de onderfamilie Ennominae.

## Soorten
- I. anataria Swett, 1913
- I. andersoni Swett, 1916
- I. angulata Warren, 1897
- I. argillacearia Packard, 1874
- I. aspersaria Krüger, 1939
- I. benigna Hulst, 1898
- I. berta Dyar, 1922
- I. berytaria Staudinger, 1901
- I. bitactata Walker, 1862
- I. buffonaria Millière, 1867
- I. circumflexaria Eversmann, 1848
- I. colata Grote, 1881
- I. coloradensis Hulst, 1896
- I. confederata Barnes & McDunnough, 1916
- I. coortaria Hulst, 1887
- I. correlatum Hulst, 1896
- I. crocearia Hulst, 1887
- I. deceptrix Dyar, 1913
- I. decorata Hulst, 1896
- I. deleta Hulst, 1901
- I. denticulodes Hulst, 1896
- I. distinctaria Bryk, 1948
- I. donataria Walker, 1862
- I. epigenata Barnes & McDunnough, 1916
- I. evagaria Hulst, 1900
- I. exauspicata Walker, 1861
- I. extemporata Barnes & McDunnough, 1916
- I. flavicaria Packard, 1876
- I. fusca Krüger, 1939
- I. gausaparia Grote, 1881
- I. graphidaria Hulst, 1887
- I. grossbecki Barnes & McDunnough, 1913
- I. guenearia Packard, 1876
- I. halituaria Guenée, 1858
- I. hulstiaria Taylor, 1906
- I. imitata Druce, 1893
- I. intractata Walker, 1862
- I. lapidata Warren, 1905
- I. latiferrugata Walker, 1862
- I. loricaria Eversmann, 1844
- I. lorquinaria Guenée, 1858
- I. marcescaria Guenée, 1858
- I. messapiaria Sohn-Rethel, 1929
- I. metanemaria Hulst, 1887
- I. minata Cassino, 1928
- I. nanula Bastelberger, 1908

- I. occiduaria Packard, 1874
- I. ochrifascia Warren, 1897
- I. packardaria Möschler, 1883
- I. pallescens Grossbeck, 1907
- I. pallidula Hulst, 1896
- I. pallipennata Barnes & McDunnough, 1912
- I. particolor Hulst, 1898
- I. paulensis Schaus, 1901
- I. perornata Barnes & McDunnough, 1916
- I. philadelphiaria Kurentzov, 1950
- I. plumosata Barnes & McDunnough, 1916
- I. punctilineata Dognin, 1902
- I. quadrilinearia Packard, 1876
- I. regularis Dognin, 1902
- I. ribearia Fitch, 1848
- I. schatzeata Cassino, 1927
- I. semipallida Warren, 1897
- I. semivolata Dyar, 1923
- I. simplex Dyar, 1907
- I. simpliciata Barnes & McDunnough, 1918
- I. sparsaria (Hübner, 1809)
- I. spodiaria Lefèbvre, 1831
- I. subalbaria Packard, 1874
- I. subcessaria Walker, 1861
- I. subdiversa Warren, 1897
- I. subvalida Warren, 1897
- I. sulphurea Packard, 1878
- I. teknaria Rung & Powell, 1942
- I. triconjuncta Warren, 1897
- I. tripartita Prout, 1910
- I. umbriferata Hulst, 1887
- I. varadaria Walker, 1860
- I. vincularia (Hübner, 1813)
- I. wauaria Linnaeus, 1758